# Ночной полёт (роман)
«Ночно́й полёт» (фр. Vol de nuit) — роман Антуана де Сент-Экзюпери, написанный в 1930 году. Впервые издан в 1931 году издательством Галлимара. Книга удостоена литературной премии «Фемина». В 1932 году произведение было экранизировано. В 1939 году композитор Луиджи Даллапиккола сочинил по мотивам романа оперу «Ночной полёт».

## Сюжет
Действие происходит в эпоху зарождения коммерческой авиации и длится в течение одной ночи. Директор сети воздушных сообщений Ривьер, с трудом добившийся от официальных кругов разрешения на ночные полёты, ждёт на аэродроме возвращения трёх почтовых самолётов — из Патагонии, Чили и Парагвая. Ривьер не знает сантиментов и усталости; с прибытием последнего самолёта завершается его предыдущий день и тут же начинается новый. От инспектора, составляющего рапорты, директор требует точности и жёсткости: экипаж, вылетающий или возвращающийся с опозданием, лишается премии; пилот, потерпевший аварию, строго наказывается. Ривьер убеждён, что только такими мерами можно «выковывать людей», способных управлять событиями. Ночные полёты, битву за которые ведёт директор, его оппоненты называют рискованной авантюрой; он же убеждён, что они дают авиации огромное преимущество перед морскими и железнодорожными перевозками.
В ту ночь самая сложная ситуация складывается с самолётом, возвращающимся из Патагонии. Пилот Фабьен был предупреждён, что над Кордильерами бушует гроза, однако ночь, хозяином которой он себя чувствует, не выглядит угрожающей. Поэтому Фабьен отклоняет предложение радиста заночевать в Сан-Хулиане. Когда становится понятно, что гроза охватила слишком большое пространство, пилот поначалу надеется пройти сквозь стихию. Но в кромешной тьме нет ни единого проблеска. Записки, поступающие от радиста, становятся всё тревожнее: буря меняет фронт и разворачивается на тысячи километров.

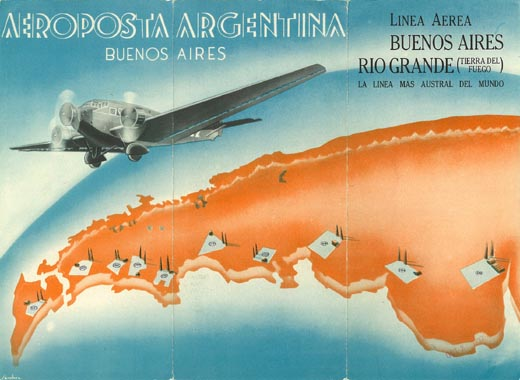
Плакат компании «Аэропоста-Аргентина»

О том, что самолёт в беде, Ривьер узнаёт из телеграмм, поступающих из южных аэропортов: все они сообщают, что патагонский почтовый молчит. Жена Фабьена, не дождавшись мужа в назначенный срок, сначала просит, а потом требует ответить, когда возвратится самолёт. Директору нечего сказать молодой женщине; она права в своём требовании вернуть Фабьена, но и у покорителя ночи Ривьера есть своя правота.
Тем временем от патагонского почтового поступает радиограмма о том, что самолёт блокирован ураганом на большой высоте; пилот, находясь в сплошной облачности, не знает, удалось ему уйти от моря или нет; бензина остаётся на полчаса. На земле понимают, что экипаж обречён. Однако даже скорбь из-за гибели Фабьена не может заставить Ривьера отменить планы. Убеждённый в том, что сворачивать с проложенного пути нельзя, директор отправляет в ночной полёт следующий экипаж — европейский почтовый.

## История создания
В 1930 году Экзюпери, получивший должность технического директора филиала авиакомпании «Аэропосталь», приступил к написанию нового романа. В письме к матери, отправленном из Буэнос-Айреса и датированном 30 января 1930 года, он сообщил, что «сокровенной темой» новой книги будет ночь; для него это очень близкий мотив, потому что жизнь Экзюпери «всегда начиналась только после девяти часов вечера». По словам биографа писателя Марселя Мижо, проблема, заданная автором, была подобна «теореме, которую надо решить»:
В жизни возникло новое явление: Линия, лётчики, повседневно рискующие жизнью, руководитель, внушающий подчинённым весьма жёсткие правила... Какое место в жизни таких людей занимают любовь, долг, страх смерти, другие извечные движущие силы человеческих поступков?
Первый черновой вариант романа «Ночной полёт» состоял из четырёхсот страниц. В итоговой редакции Экзюпери, стремившийся к максимальной «густоте мысли», оставил сто сорок. В 1931 году писатель вернулся в Париж с готовой рукописью. В июле книга вышла в издательстве Галлимара с предисловием Андре Жида. Автор указал, что роман посвящён Дидье Дора — руководителю «Аэропостали».

## Отзывы и рецензии
Первая рецензия, появившаяся на страницах издания «Аксьон франсез», была «кисло-сладкой». Её автор Робер Бразийак, сравнив «Ночной полёт» с романом Андре Жида «Подземелья Ватикана», задался вопросом о том, кем является Экзюпери — лётчиком, пишущим книги, или литератором? Несмотря на то, что произведение в целом было тепло принято читателями, критики сочли, что образ директора авиакомпании Ривьера, в котором легко было узнать Дидье Дора, оказался «не до конца понят автором». Сам Дора, прочитав роман, дал ему хорошую оценку:
Настоящего же Сент-Экзюпери я чувствую в «Ночном полёте» в трудный момент вашей жизни и, дойдя до последней страницы, вы вновь обретёте надежду, новый подъём духа, желание продолжить дело, которое выпало вам на долю.

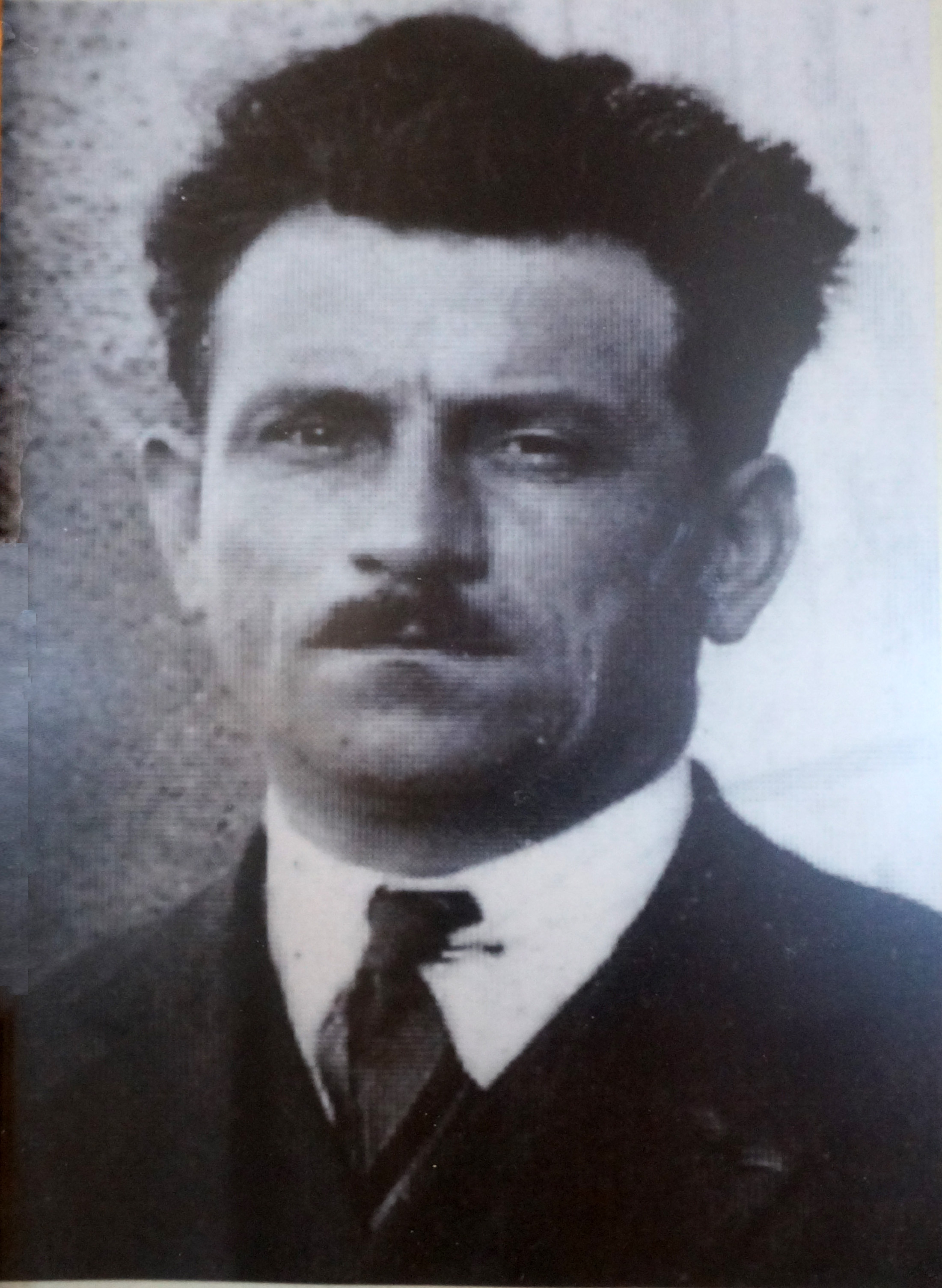
Дидье Дора — прообраз директора Ривьера

Для Экзюпери успех романа обернулся серьёзным испытанием: далеко не все коллеги писателя согласились с его трактовкой образа директора. По словам Марселя Мижо, Дидье Дора действительно порой вёл себя как диктатор: он отправлял почтовые самолёты в плохую погоду, наказывал экипажи за малейшие поломки и хладнокровно реагировал на плач вдовы погибшего пилота, утверждавшей, что именно директор «убил её мужа».
В одном из писем, рассказывая другу Анри Гийоме о той стене отчуждения, что выросла между ним и другими лётчиками, Экзюпери признался, что, написав «злосчастную книгу», он оказался жертвой «пересудов и вражды». В то же время, как отметил писатель и переводчик Рид Грачёв, раздражение товарищей Экзюпери было вызвано не только содержанием «Ночного полёта», но и общей обстановкой, сложившейся в авиакомпании. Экономический кризис ощутимо ударил по «Аэропостали»; начались кадровые перестановки, которые не могли не сказаться на атмосфере в коллективе пилотов.

## Художественные особенности

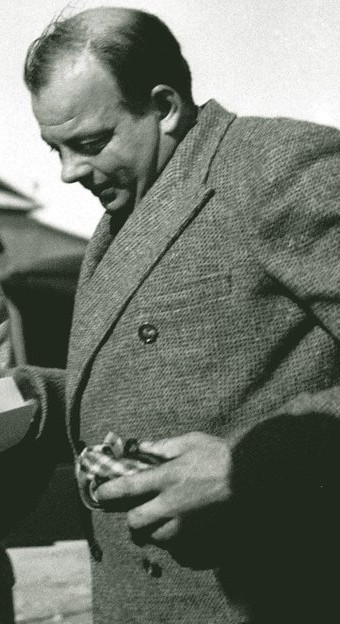
Антуан де Сент-Экзюпери

Содержание книги, по утверждению Марселя Мижо, строится вокруг четырёх сил, «исчерпывающих мир»: люди действия; их начальники; жители провинций, ещё не привыкшие принимать решения; ночь с её стихиями, песками и вершинами. Напрямую к этим ключевым точкам примыкает и любовь, от которой отстраняется Ривьер, считающий, что «есть какой-то иной долг, который выше, чем долг любви». Переводчик романа на русский язык Морис Ваксмахер заметил, что мысли, в которые погружён директор авиакомпании в момент гибели самолёта, управляемого Фабьеном, могут показаться родственными «идеям экзистенциальной литературы» с её недосягаемостью победы и невозможностью счастья. Однако, замечает Ваксмахер, это сходство иллюзорное: в финале «Ночного полёта» Экзюпери выходит к той теме, которая ему близка: счастье — это отказ от спокойной жизни. Носителем «вечного непокоя» является Ривьер, считающий, что нельзя окружать людей «дешёвой жалостью»:
В произведении проскальзывает нота нарочитой прямолинейности, есть какая-то надуманность в самой постановке проблемы. Человек словно ставится перед выбором: или действие, или простые человеческие радости; одно исключает другое; человек риска должен отречься от мягкого света лампы над белой скатертью.
Ответ на вопрос о том, что ценнее жизни отдельного человека, по мнению литературоведа Вадима Григорьева, в романе остался открытым. Писатель задал его себе и читателям, однако развить свою мысль не сумел: это не позволила сделать та «художественная форма», что была выбрана автором. Зато несомненной удачей стал мотив братства, которым связаны пилоты. В них нет того «избранничества», которое увидели критики в образе Ривьера; они «грубовато-нежны друг к другу» и спускаются с небес не как боги, а как обычные люди.